# Ортис де Севальос, Мануэль
Мануэль Ортис де Севальос и Гарсия (исп. Manuel Ortiz de Zevallos; 1809, Кито, Королевская аудиенсия Кито — 24 апреля 1882, Лима, Перу) — перуанский юрист, дипломат, политический и государственный деятель. Исполняющий обязанности премьер-министра (1858). Министр иностранных дел (1857—1858). Исполняющий обязанности министра финансов и торговли.

## Биография
Сын доктора. Изучал право в Высшей школе Лимы, затем продолжил учёбу в Лондоне и Париже . В 1830 году поступил на государственную службу в Министерство финансов. В 1835 году получил степень бакалавра в Университете Сан-Маркоса, в 1839 году стал доктором медицины.
Женился на дочери второго президента Перу маркиза Хосе Бернардо де Талье,
Находился в оппозиции к президенту Андресу Санта-Крусу и созданию Перу-Боливийской Конфедерации.
В 1857 году был назначен министром иностранных дел. С 13 мая по 13 июля 1858 г. исполнял обязанности премьер-министра Перу.